# Goran Stojanović (Handballspieler, 1966)

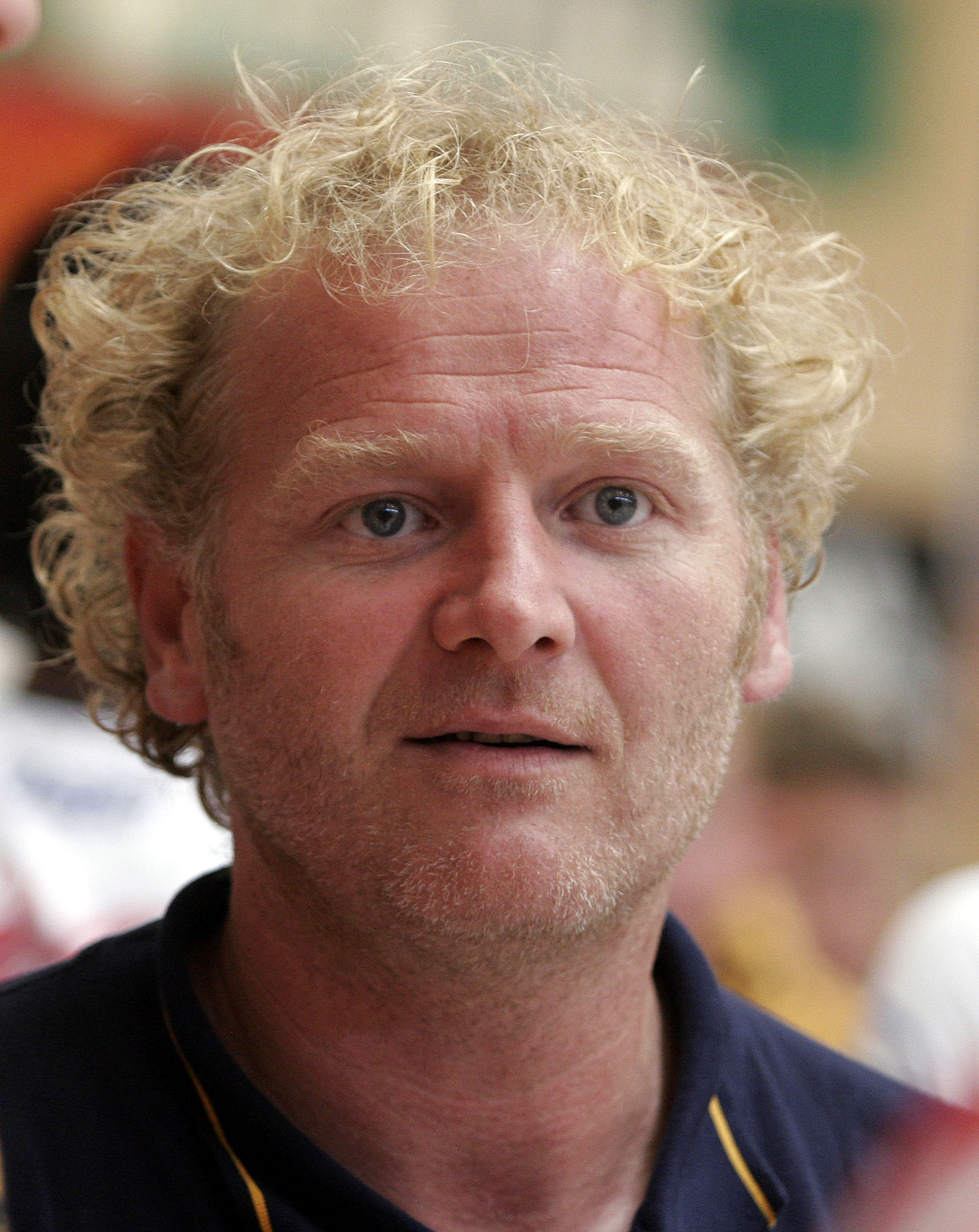
Goran Stojanović am 11. August 2007 beim Schlecker Cup

Goran Stojanović (serbisch-kyrillisch Горан Стојановић; * 29. Januar 1966 in Kotor, SFR Jugoslawien, heute Montenegro) ist ein ehemaliger deutscher Handballtorwart.
Seine aktive Laufbahn beendete er beim HSV Hamburg in der deutschen Handball-Bundesliga. Ab der Saison 2007/08 übernahm er dort den Posten des Co- und Torwarttrainers und trainierte dort auch den deutschen Nationaltorhüter Johannes Bitter bis Ende der Saison 2011. Im Jahr 2011 wurde Stojanović vom SC DHfK Leipzig für die Aufstiegsspiele zur 2. Bundesliga reaktiviert.
Zusätzlich war er von Sommer 2009 bis 2011 Cheftrainer der zweiten Mannschaft des HSV Hamburg, der U23. Das Team wurde 2009/10 Vize-Meister in der Oberliga Hamburg und qualifizierte sich für die neugegründete Oberliga Hamburg/Schleswig-Holstein. Zur Saison 2013/14 übernahm er den Hamburgligisten AMTV Hamburg. Unter seiner Leitung gelang der Mannschaft 2015 den Aufstieg in die Oberliga Hamburg/Schleswig-Holstein. Im Sommer 2015 übernahm er zusätzlich die A-Jugend vom AMTV, die in der Oberliga antrat. Nach der Saison 2015/16 beendete er seine Tätigkeit beim AMTV. Von 2017 bis 2022 übernahm er wieder die erste Herrenmannschaft und die A-Jugend vom AMTV. Seit der Saison 2019/20 übt er das Torwarttraineramt beim Handball Sport Verein Hamburg aus.
Goran Stojanović hat eine Körperlänge von 1,91 m, ist verheiratet und Vater von drei Kindern (geschieden von der Mutter der Kinder). Sein Hobby ist Golfen.
Er bestritt 120 Länderspiele für die jugoslawische Nationalmannschaft.

## Erfolge
- 2× Deutscher Meister (1998, 1999)
- 4× DHB-Pokalsieger (1998, 1999, 2001, 2006)
- 5× Jugoslawischer Meister
- 3× Jugoslawischer Pokalsieger
- 1× EHF-Pokalsieger (1998)
- 3× DHB-Supercup-Sieger (1998, 2004, 2006)
- 1× Europapokal der Pokalsieger (2007)